# 谷まりあ
谷 まりあ（たに まりあ、1995年7月28日 - ）は、東京都出身の女性タレント・ファッションモデル。プラチナムプロダクション所属。

## 略歴
1995年7月28日、生まれる。中学校在学中に芸能活動を開始。
高校卒業後は一浪し、朝から晩まで1日10時間以上勉強するなど、臥薪嘗胆の生活を送る。一般入試で早稲田大学商学部に入学した
入学後は留年することなく仕事と学業を両立し、2019年3月に無事卒業した。2019年11月16日、台湾の新光三越Legacy MAXで開催された「ViViNight inTaipei」に出演。
2020年12月31日をもって、約6年間所属したスターレイプロダクションを退社。同社とはエージェント契約を締結しつつ、マネジメント会社を設立して独自の活動を開始した。

## 人物
- 趣味は、バレーボール、洋楽（好きな歌手はセレーナ・ゴメス）。
- 父親はパキスタン人で、母親は日本人。
- 英語が堪能。
- 日本テレビアナウンサーの岩田絵里奈とは中学時代からの親友で、2022年5月30日放送の『世界まる見え!テレビ特捜部』で共演し、お互いの良さを語り合った[8]。
- 2025年6月15日放映の日本テレビ系『世界の果てまでイッテQ!』のパパラッチ企画で、ナタリー・ポートマンと2ショット撮影を成功させ、「いちばん大好きな女優さん」、「この企画を7年間やってきてよかった」と感激のあまり号泣した。

## 出演

### テレビドラマ
- 健康で文化的な最低限度の生活（2018年7月17日 - 9月18日、関西テレビ） - 向井里香 役
- 警視庁捜査一課長season6 第3話（2022年4月28日、テレビ朝日） - 北尾映見 役
- -50kgのシンデレラ（2022年8月12日 - 9月23日、Paravi/10月11日 - 11月22日、TBS） - 宮野加奈⼦ 役
- 婚活食堂（2023年4月16日 - 、BSテレ東） - 柴田優菜 役
- さらば、佳き日 第6話 - 最終話（2023年7月17日 - 7月31日、テレビ東京） - 帆奈 役[9]
- やわ男とカタ子（2023年8月7日 - 、テレビ東京） - 加藤久美 役[10]
- つづ井さん（2024年10月11日 - 、読売テレビ） - オカザキさん 役
- 僕のあざとい元カノ from あざとくて何が悪いの?（2025年1月24日 - 3月7日、テレビ朝日） - 主演・奥山朝比 役（藤原丈一郎、加藤史帆とトリプル主演）

### その他のテレビ番組
- えいごでしゃべらないとJr.（2008年3月31日 - 2011年3月、NHK教育） - えいごキッズ
- 世界の果てまでイッテQ!（2016年5月8日 - 、日本テレビ） - 出川ガールズ[12]
- うろおぼえ探偵社（2018年9月29日、広島ホームテレビ） - 社長[13]
- 新しいカギ（2024年4月20日、フジテレビ） - 学校かくれんぼ

### ネットテレビ
- 買えるAbemaTV社（2018年2月1日 - 、AbemaTV） - ゲスト出演
- 舌で恋する7日間（2018年8月4日 - 11日、AbemaTV） - スタジオゲスト[14]
- 恋愛ドラマな恋がしたい（2018年5月26日 - 7月28日、AbemaTV） - MC
  - 恋愛ドラマな恋がしたい2（2018年12月1日 - 2019年2月16日）
  - 恋愛ドラマな恋がしたい3（2019年5月11日 - 7月27日）
  - 恋愛ドラマな恋がしたい〜Kiss to survive〜（2019年8月10日 - 10月26日）
  - 恋愛ドラマな恋がしたい〜Bang Ban Love〜（2020年1月25日 - ）
- クロエの流儀（2021年12月23日配信開始、全8話、VISION[注 1]） - 主演・クロエ 役[15]
- ラブパワーキングダム〜恋愛強者選挙〜（2025年2月19日 - 4月9日、ABEMA） - MC[16]

### ラジオ
- アッパレやってまーす!（2019年6月10日 - 2021年4月5日、MBSラジオ） - 月曜日レギュラー

### CM
- ソフトバンク（2023年）[17]
- 森永製菓 ハンディスイーツ（2024年）
- GMOフィナンシャルホールディングス（2024年）[18]

### 広告
- ミサワホーム「W-20X」（2008年10月 - ）
- フリュー
  - 「リココ（カラコン）」（2017年）
  - 「ファッショニスタ（カラコン）」（2019年）[19]
- ミュゼプラチナム（2018年4月 - ）[20]

## 出版

### 雑誌連載
- ViVi（2016年4月号 - 2022年5月号、講談社） - 専属モデル[21][3]

### 写真集
- MARIA（2019年7月28日、講談社、ISBN 4-06-517327-2）[22]